# 譚凱琪
譚凱琪（英語：Zoie Tam Hoi Ki，1981年10月10日—），香港女歌手、主持及演員，曾於2017年奪得《TVB 馬來西亞星光薈萃頒獎典禮2017》「最喜愛 TVB 飛躍進步女藝員」獎，現為無綫電視經理人合約藝員。

## 簡歷
譚凱琪有一名曾是廣告模特兒及藝人的胞姊譚凱欣，姊夫則是前香港跳舞組合風火海成員朱永棠，而父母在她唸小學時分開，自此便跟父親一起生活。她早年於九龍觀塘區生活，曾就讀港澳信義會慕德中學（中一至中三），畢業於九龍灣威靈頓英文中學（1998年中五；商科），也曾赴日本留學，亦是日本音樂家小室哲哉弟子之一；2000年簽約其公司 ROJAM，並到東京受訓4個月，之後推出首張唱片《全力愛》，但後來曝光率越來越少，且嘗試往台灣發展，卻受到語言及機會所限，最終選擇回港發展。直至2006年，她才開始恢復幕前演出，2007年加盟驕陽星藝館成為旗下藝人；而2007至2013年間曾是香港有線電視經理人合約藝員（正式加入前曾擔任有線衛視新知台客席主持），2013年11月則轉投無綫電視。
2016年，譚凱琪在無綫劇集《EU超時任務》飾演「李姿婷（水晶梨）」一角而獲網民關注，並憑此劇在《萬千星輝頒獎典禮2016》首度獲提名「最佳女配角」；之後因拍攝劇集《平安谷之詭谷傳說》而與陳凱琳、龔嘉欣及沈卓盈等自組「少婦聯盟」。同年，她因在台慶劇《致命復活》飾演「郭卓詩（Emma）」一角而再受到關注，並首度獲提名《TVB 馬來西亞星光薈萃頒獎典禮2016》「最喜愛 TVB 飛躍進步女藝員」及「最喜愛 TVB 電視角色」。2017年，她在劇集《不懂撒嬌的女人》飾演單親媽媽「陳日澄（Annie）」，並憑此劇在《萬千星輝頒獎典禮2017》再度入圍「最佳女配角」；同年，她在劇集《踩過界》飾演形體藝術家「魏雨珍」。她在《TVB 馬來西亞星光薈萃頒獎典禮2017》獲得「最喜愛 TVB 飛躍進步女藝員」獎，並在《萬千星輝頒獎典禮2017》首度入圍「飛躍進步女藝員」。
2018年，譚凱琪於民初劇《大帥哥》裡首次飾演反派角色 —— 日本間諜「葉天嬌（舞川奈伊）」，演技獲觀眾讚賞，並憑此劇在《萬千星輝頒獎典禮2018》連續三年入圍「最佳女配角」。2019年，她憑奇幻劇《金宵大廈》「方家敏（Carmen）」一角在《萬千星輝頒獎典禮2019》連續四年入圍「最佳女配角」。2020年，她在奇幻劇《降魔的2.0》飾演海魔「Thalassa（阿花）」，因一人分飾多角和以多個造型演出而受到網民注目。她憑此劇在《萬千星輝頒獎典禮2020》連續五年入圍「最佳女配角」，並首度獲提名「最受歡迎電視女角色」。

## 感情生活
譚凱琪出道初期曾與丁子高拍拖，但兩人於2002年分手。2012年，她再跟餐廳少東莊日宇（Enrico）拍拖。2020年2月20日透過社交網站 Instagram 發文，宣布兩人已登記結婚，並於3月15日舉行婚禮，6月30日她再透過 Instagram 宣佈懷孕消息，同年剖腹誕下一名女兒。

## 演出作品

### 劇集（無綫電視）
| 首播            | 劇名                           | 角色                      |
| 2014年          | 我們的天空                     | 高可人                    |
| 2015年          | 衝線                           | 朱 珠（豬豬）             |
| 2015年          | 鬼同你OT                       | 徐安妮（Annie）           |
| 2016年          | 刀下留人                       | 姑 娘                     |
| 2016年          | EU超時任務                     | 李姿婷（水晶梨）          |
| 2016年          | 純熟意外                       | 丁小惠（Whitney）         |
| 2016年          | 城寨英雄                       | 劉 娣（阿娣）             |
| 2016年          | 致命復活                       | 郭卓詩（Emma）            |
| 2017年          | 財神駕到                       | 梅開心                    |
| 2017年          | 不懂撒嬌的女人                 | 陳日澄（Annie）           |
| 2017年          | 踩過界                         | 魏雨珍                    |
| 2017年          | 誇世代                         | 尚可嘉（Julene、五小姐）  |
| 2018年          | 平安谷之詭谷傳說               | 伍惟明                    |
| 2018年          | 大帥哥                         | 葉天嬌（舞川奈依）        |
| 2019年          | 包青天再起風雲                 | 沈 青（沈姑娘）           |
| 2019年          | 金宵大廈                       | 方家敏（Carmen）          |
| 2019年          | 過街英雄（Astro AOD 首播）     | 明卓淇（Nadia）           |
| 2020年          | 降魔的2.0                      | Thalassa（阿花）/ 允 瑩   |
| 2020年          | 踩過界II                       | 魏雨珍                    |
| 2020年          | 愛美麗狂想曲（myTV Gold 首播） | 何雨欣（Yan）             |
| 2021年          | 失憶24小時                     | 施文雅                    |
| 2021年          | 愛·回家之開心速遞              | 曼 玉（第1341、1342集）   |
| 2022年          | 廉政行動2022                   | 文詠儀                    |
| 2022年          | 十八年後的終極告白2.0          | 莊銳婷（Queenie）         |
| 2023年          | 新四十二章                     | 關玉菁（Frances）         |
| 2024年          | 異空感應                       | 焦紫紅 (Madam焦、指天椒） |
| 未播映          | 非份之罪                       |                           |
| 拍攝中          | 俠醫                           |                           |
| big big channel |                                |                           |
| 2018年          | 西遊之八戒與沙僧               | 最佳女友                  |

### 劇集（邵氏兄弟）
| 首播   | 劇名           | 角色   |
| 2020年 | 飛虎之雷霆極戰 | 柯敏瑩 |

### 劇集（其他）
| 首播   | 劇名         | 角色             |
| 2004年 | 綠水英雌     |                  |
| 2005年 | 心跳季節     | Zoie（失憶少女） |
| 2006年 | 香港奇案實錄 | 洪仁永           |
| 2007年 | 補習天后     |                  |
| 2008年 | 伊甸之東     | 姚 敏            |
| 2012年 | 親密損友     | 鍾家怡           |

### 綜藝節目（無綫電視）
| 首播            | 節目名                        | 備註                    |
| 2013年          | 2014無綫節目巡禮              | 固定演出                |
| 2016年          | myTV SUPER呈獻：萬千星輝睇多D | 固定演出嘉賓            |
| 2016年          | 萬千星輝賀台慶2016            | 固定演出嘉賓            |
| 2016年          | 2017 TVB節目巡禮星光晚宴      | 固定嘉賓                |
| 2016年          | 萬千星輝頒獎典禮2016          | 列席者                  |
| 2017年          | 群星拱照big big channel       | 固定嘉賓                |
| 2017年          | TVB金禧晚宴暨2018節目巡禮     | 固定嘉賓                |
| 2017年          | 萬千星輝賀台慶2017            | 固定嘉賓                |
| 2018年          | 人生有幾多個福祿壽            | 固定嘉賓                |
| 2018年          | 萬千星輝頒獎典禮2017          | 列席者                  |
| 2018年          | 國際中華小姐競選              | 評判團成員              |
| 2018年          | TVB 50+1再出發節目巡禮2019    | 固定嘉賓                |
| 2018年          | 萬千星輝賀台慶2018            | 固定嘉賓                |
| 2018年          | 萬千星輝頒獎典禮2018          | 列席者                  |
| 2019年          | 富貴金豬賀肥年                | 固定演出嘉賓            |
| 2019年          | 金裝娛樂賀新春                | 固定演出嘉賓            |
| 2019年          | 型格品味生活                  | 固定演出（飾演 Amanda） |
| 2019年          | 香港唱好演唱會                | 固定演出嘉賓            |
| 2020年          | 萬千星輝賀台慶2020            | 固定嘉賓                |
| big big channel |                               |                         |
| 2017年          | 美女廚房                      | 固定演出                |

### 主持節目
| 首播          | 節目名                  | 電視台   |
| 2006年        | 美食俏嬌娃              | 亞洲電視 |
| 2007 - 2009年 | 活得很滋味              | 有線電視 |
| 2008年        | 行運有「玄」因          | 有線電視 |
| 2009年        | 高師傅美食俠客行        | 有線電視 |
| 2009 - 2011年 | Johnny B Good           | 有線電視 |
| 2009年        | 精算俏佳人              | 有線電視 |
| 2010年        | 印度·千年一嘆           | 有線電視 |
| 2010年        | 歐洲四部曲：紅·白·綠·黑 | 有線電視 |
| 2010年        | 極速大想頭              | 有線電視 |
| 2011年        | 蘇格蘭古堡旅遊事件簿    | 有線電視 |
| 2011年        | 去吧!日本住囉囉         | 有線電視 |
| 2011年        | 怪談．靈異直播          | 有線電視 |
| 2011年        | 四個轆．紐西蘭周圍Look  | 有線電視 |
| 2011年        | 四個轆．泰國周圍Look    | 有線電視 |
| 2012年        | 戀戀東瀛                | 有線電視 |
| 2012年        | 美味關係                | 有線電視 |
| 2012年        | 遨遊天地                | 有線電視 |
| 2012年        | I Love 斐人生活         | 有線電視 |
| 2012年        | 快樂地球-關島           | 有線電視 |
| 2013年        | 快樂地球（第二季）      | 有線電視 |
| 2013年        | 繼續寵愛                | 有線電視 |
| 2016年        | 惜‧環境                 | 無綫電視 |
| 2019年        | 台北過年攻略            | 無綫電視 |

### 電影
| 首映   | 電影名                                     | 角色          |
| 2002年 | 陰陽路十三之花鬼                           | 阿 美         |
| 2002年 | 跌打婆與辣妹                               | 阿 欣         |
| 2003年 | 少年刀手                                   | Ice           |
| 2008年 | 愛‧鬥大                                    | Zoie          |
| 2011年 | 最強囍事                                   | 同 事         |
| 2017年 | 聖誕·天降奇緣（無綫電視微電影）            | 關穎兒        |
| 2018年 | 愛情沒有來的時候（台南）（無綫電視微電影） | 王文意（Amy） |
| 2019年 | 親情·不變（無綫電視微電影）                | 女 兒         |

### 舞台劇
- 2015年3月20日 - 29日：《嬉春酒店》（飾演馬家四千金之一「馬蘭」）[37][38]

### 配音
- 2001年：《打機王》

### 音樂錄像
- 2003年：林建亨《最冷的夏天》

### 電台節目
- 2014年8月17日：D100第三台《大家「真」風騷》 嘉賓
- 2014年11月16日：香港電台第五台《活在有情天》 嘉賓
- 2015年2月11日：香港電台第二台《Made in Hong Kong 李志剛》 嘉賓
- 2019年1月5日：香港電台第二台《我是你的後援會》 嘉賓
- 2019年1月14日：香港商業電台雷霆881叱吒903《1圈圈》 嘉賓

### 廣告
| 年份   | 產品                                                        | 備註     |
| 2001年 | 固力果                                                      | 內地     |
| 2002年 | 網上行                                                      |          |
| 2002年 | 屈臣氏 護膚品                                               |          |
| 2003年 | Hi-Chu 軟糖                                                 |          |
| 2003年 | 「什麼」服裝                                                | 平面廣告 |
| 2004年 | AVON                                                        | 台灣     |
| 2005年 | 肯德基                                                      |          |
| 2006年 | 先施百貨                                                    |          |
| 2006年 | Mango site.com                                              |          |
| 2006年 | MTM 護膚品                                                  | 平面廣告 |
| 2006年 | Beauty Marks 婚紗                                           | 平面廣告 |
| 2007年 | 肯德基                                                      |          |
| 2007年 | Mioggi 廣告雜誌                                             |          |
| 2008年 | 美麗華旅遊旅行社「韓國遊」                                  |          |
| 2008年 | 有線電視                                                    |          |
| 2008年 | 威威「廚師清潔劑」                                          |          |
| 2008年 | 光波24書網                                                  |          |
| 2015年 | 香港哈爾濱冰雪節「2015春節嘉年華」 （页面存档备份，存于）   |          |
| 2015年 | DORISSIDERM「高效皮脂調理精華露」 （页面存档备份，存于）    |          |
| 2017年 | 正官庄「我要紅 - 野櫻莓汁」                                 |          |
| 2018年 | 網苡科技集團有限公司「網站3日內攪掂！ - 網頁設計」          | 平面廣告 |
| 2018年 | 正官庄「護眼明目 抗氧年輕 - 野櫻莓汁」                      |          |
| 2019年 | Pretty Medical「0暗瘡肌 - AGNES 專利絕緣射頻技術」          |          |
| 2021年 | 舒特膚（香港）「愛的膚緩 - 温和潔膚露、強護保濕霜、潤膚膏」 |          |

## 音樂作品
- 2000年8月1日：《全力愛》
- 2000年10月18日：《ガラパゴスのJULIET》（於日本發行，曾登上 Oricon 細碟榜100大，最高位置為99位。）
- 2000年12月22日：《Rojam Twinstars Ultimate Party Music》（與同為「小室5小花」 —— 雪蓮（盧靖姍）所推出的聖誕專輯）

### 未收錄歌曲
- 2001年：《華麗宇宙》（《打機王》香港版主題曲）
- 2007年：《阿媽話》（《補習天后》主題曲）

## 書籍

### 自傳
- 2009年8月22日：《So Zoie ─ 活得很滋味》（電子書、光波文化有限公司、ISBN-10：A000220949）

## 曾獲獎項與提名
| 年份   | 獎項                                                                           | 結果 |
| 2016年 | TVB 馬來西亞星光薈萃頒獎典禮2016「最喜愛 TVB 飛躍進步女藝員」                  | 提名 |
| 2016年 | TVB 馬來西亞星光薈萃頒獎典禮2016「最喜愛TVB電視角色」                          | 提名 |
| 2016年 | 萬千星輝頒獎典禮2016「最佳女配角」（《EU超時任務》）                           | 提名 |
| 2017年 | TVB 馬來西亞星光薈萃頒獎典禮2017「最喜愛 TVB 飛躍進步女藝員」                  | 獲獎 |
| 2017年 | 萬千星輝頒獎典禮2017「最佳女配角」（《不懂撒嬌的女人》）                       | 提名 |
| 2017年 | 萬千星輝頒獎典禮2017「飛躍進步女藝員」                                         | 提名 |
| 2018年 | 萬千星輝頒獎典禮2018「最佳女配角」（《平安谷之詭谷傳說》）                     | 提名 |
| 2018年 | 2018香港電視大獎「女主角獎（劇集）」（《大帥哥》）                             | 提名 |
| 2019年 | 萬千星輝頒獎典禮2019「最佳女配角」（《金宵大廈》）                             | 提名 |
| 2020年 | 萬千星輝頒獎典禮2020「最受歡迎電視女角色」（《降魔的2.0》）                    | 提名 |
| 2020年 | 萬千星輝頒獎典禮2020「最佳女配角」（《降魔的2.0》）                            | 提名 |
| 2021年 | 萬千星輝頒獎典禮2021「最受歡迎電視女角色」（《失憶24小時》、《愛美麗狂想曲》） | 提名 |
| 2021年 | 萬千星輝頒獎典禮2021「最佳女配角」（《失憶24小時》、《愛美麗狂想曲》）         | 提名 |
| 2022年 | 萬千星輝頒獎典禮2022「最受歡迎電視女角色」（《十八年後的終極告白2.0》）        | 提名 |
| 2022年 | 萬千星輝頒獎典禮2022「最佳女配角」（《十八年後的終極告白2.0》）                | 提名 |

## 外部連結
- 譚凱琪的新浪微博
- 譚凱琪的Instagram帳戶
- 譚凱琪的Facebook專頁
- 譚凱琪 Zoie Tam的Facebook專頁
- 譚凱琪的小紅書帳戶 （页面存档备份，存于）
- 譚凱琪在香港影庫上的簡介
- 有線官方部落格（页面存档备份，存于）
- ZOIE 譚凱琪 - 藝人介紹（页面存档备份，存于）